# لجنة بارالمبية وطنية
اللجنة البارالمبية الوطنية (بالإنجليزية: National Paralympic Committee) وتعرف اختصارا ب NPC هي مكون وطني للحركة البارالمبية العالمية. وتخضع لضوابط اللجنة البارالمبية الدولية. وتتولى اللجان البارالمبية الوطنية مسؤولية تنظيم ومشاركة رياضيوها في الألعاب البارالمبية.

## نظرة عامة
الألعاب البارالمبية هي حدث دولي كبير متعدد الرياضات يتنافس فيه الرياضيون ذوو الإعاقات الجسدية، بما في ذلك الإعاقات الحركية، وبتر الأطراف، والعمى، والشلل الدماغي. وتوجد ألعاب بارالمبية شتوية وأخرى صيفية، وتقام مباشرة بعد الألعاب الأولمبية الموازية لكل منهما، وفي نفس المدينة المضيفة.
اعتبارا من سبتمبر 2023 هناك 183 لجنة بارالمبية وطنية (NPCs) كأعضاء كاملين في اللجنة البارالمبية الدولية (IPC). يُسمح فقط للجان الوطنية البارالمبية التي تتمتع بوضع جيد بإدخال الرياضيين في الألعاب البارالمبية. وفي داخل البلدان، تعمل بعض اللجان الوطنية البارالمبية كهيئة حاكمة وطنية لرياضة أو أكثر، بينما يقتصر دور البعض الآخر على العمل فقط كعضو في اللجنة البارالمبية الدولية مع المسؤولية عن الألعاب البارالمبية.

## قائمة اللجان البارالمبية الوطنية حسب القارة
توجد خمس منظمات بارالمبية إقليمية:
| القارة     | القارة                          | المنظمة                      | اللجان الوطنية |
| ---------- | ------------------------------- | ---------------------------- | -------------- |
|            | أفريقيا                         | اللجنة البارالمبية الأفريقية | 49             |
| أمريكا     | اللجنة البارالمبية الأمريكية    | 32                           |                |
| آسيا       | اللجنة البارالمبية الآسيوية     | 43                           |                |
| أوروبا     | اللجنة البارالمبية الأوروبية    | 48                           |                |
| أوقيانوسيا | اللجنة البارالمبية الأوقيانوسية | 8                            |                |

### إفريقيا
| البلد                  | اللجنة البارالمبية الوطنية                                           |
| ---------------------- | -------------------------------------------------------------------- |
| الجزائر                | اللجنة البارالمبية الجزائرية                                         |
| أنغولا                 | اللجنة البارالمبية الأنجولية                                         |
| بنين                   | اتحاد رياضة ذوي الاحتياجات الخاصة في بنين-اللجنة البارالمبية الوطنية |
| بوتسوانا               | الجمعية البارالمبية في بوتسوانا                                      |
| بوركينا فاسو           | اللجنة البارالمبية الوطنية لبوركينافاسو                              |
| بوروندي                | اللجنة البارالمبية البوروندية                                        |
| الكاميرون              | اللجنة البارالمبية الكاميرونية                                       |
| الرأس الأخضر           | اللجنة البارالمبية للرأس الأخضر                                      |
| جمهورية إفريقيا الوسطى | اللجنة الوطنية البارالمبية لأفريقيا الوسطى                           |
| جزر القمر              | اللجنة الوطنية البارالمبية لجزر القمر                                |
| Congo                  | اللجنة الوطنية البارالمبية الكونغولية                                |
| DR Congo               | اللجنة البارالمبية لجمهورية الكونغو الديمقراطية                      |
| جيبوتي                 | اللجنة البارالمبية الوطنية لجيبوتي                                   |
| مصر                    | اللجنة البارالمبية المصرية                                           |
| إريتريا                | اللجنة البارالمبية الوطنية الإريترية                                 |
| إثيوبيا                | اللجنة البارالمبية الإثيوبية                                         |
| الغابون                | الاتحاد الغابوني للألعاب الرياضية لذوي الاحتياجات الخاصة             |
| غامبيا                 | جمعية غامبيا للمعاقين جسديا                                          |
| غانا                   | اللجنة البارالمبية الوطنية في غانا                                   |
| غينيا                  | اللجنة البارالمبية الغينية                                           |
| غينيا بيساو            | اتحاد غينيا بيساو لرياضة ذوي الاحتياجات الخاصة                       |
| ساحل العاج             | الاتحاد الإيفواري للألعاب البارالمبية الرياضية                       |
| كينيا                  | اللجنة البارالمبية الوطنية الكينية                                   |
| ليسوتو                 | اللجنة البارالمبية الوطنية في ليسوتو                                 |
| ليبيريا                | اللجنة البارالمبية الوطنية الليبرية                                  |
| ليبيا                  | اللجنة البارالمبية الليبية                                           |
| مدغشقر                 | اتحاد مدغشقر لرياضة ذوي الاحتياجات الخاصة                            |
| مالاوي                 | اللجنة البارالمبية في مالاوي                                         |
| مالي                   | اللجنة البارالمبية الوطنية في مالي                                   |
| موريشيوس               | اللجنة البارالمبية الوطنية في موريشيوس                               |
| المغرب                 | Royal Moroccan Federation of Sports for Disabled                     |
| موزمبيق                | اللجنة البارالمبية في موزمبيق                                        |
| ناميبيا                | اللجنة البارالمبية الوطنية النميبية                                  |
| النيجر                 | اتحاد النيجر للرياضة البارالمبية                                     |
| نيجيريا                | اللجنة البارالمبية النيجيرية                                         |
| رواندا                 | اللجنة البارالمبية الوطنية في رواندا                                 |
| ساو تومي وبرينسيب      | اللجنة البارالمبية الوطنية في ساو تومي وبرينسيبي                     |
| السنغال                | اللجنة الوطنية المؤقتة لرياضة ذوي الإعاقة والبارالمبية السنغالية     |
| سيشل                   | الجمعية البارالمبية لسيشيل                                           |
| سيراليون               | اللجنة البارالمبية لسيراليون                                         |
| الصومال                | اللجنة البارالمبية الصومالية                                         |
| جنوب إفريقيا           | الاتحاد الجنوب إفريقي للألعاب الرياضية واللجنة الأولمبية             |
| السودان                | اللجنة الوطنية البارالمبية السودانية                                 |
| تنزانيا                | اللجنة البارالمبية التنزانية                                         |
| توغو                   | الاتحاد التوغولي لرياضة الأشخاص ذوي الإعاقة                          |
| تونس                   | الجامعة التونسية لرياضة المعوقين                                     |
| أوغندا                 | اللجنة البارالمبية الوطنية الأوغندية                                 |
| زامبيا                 | اللجنة البارالمبية الوطنية في زامبيا                                 |
| زيمبابوي               | اللجنة البارالمبية الزيمبابوية                                       |

### الأمريكتان
| البلد                      | اللجنة البارالمبية الوطنية                             |
| -------------------------- | ------------------------------------------------------ |
| أنتيغوا وباربودا           | اللجنة البارالمبية لأنتيغوا وباربودا                   |
| الأرجنتين                  | اللجنة البارالمبية الأرجنتينية ‏                        |
| أروبا                      | اللجنة البارالمبية لأروبا                              |
| باربادوس                   | جمعية باربادوس البارالمبية                             |
| برمودا                     | جمعية برمودا البارالمبية                               |
| البرازيل                   | اللجنة البارالمبية البرازيلية ‏                         |
| كندا                       | اللجنة البارالمبية الكندية                             |
| تشيلي                      | اللجنة البارالمبية التشيلية                            |
| كولومبيا                   | اللجنة البارالمبية الكولومبية ‏                         |
| كوستاريكا                  | اللجنة البارالمبية لكوستاريكا                          |
| كوبا                       | اللجنة البارالمبية الكوبية                             |
| جمهورية الدومينيكان        | اللجنة البارالمبية لجمهورية الدومينيكان                |
| الإكوادور                  | الاتحاد الإكوادوري للرياضات البارالمبية                |
| السلفادور                  | اللجنة البارالمبية لسلفادور                            |
| غرينادا                    | اللجنة البارالمبية لغرينادا                            |
| غواتيمالا                  | اللجنة البارالمبية الغواتيمالية                        |
| غويانا                     | اللجنة البارالمبية لغيانا                              |
| هايتي                      | اللجنة الوطنية للبارالمبيين في هايتي                   |
| هندوراس                    | اللجنة البارالمبية الهندوراسية                         |
| جامايكا                    | جمعية جامايكا البارالمبية                              |
| المكسيك                    | اللجنة البارالمبية المكسيكية                           |
| نيكاراغوا                  | اللجنة البارالمبية النيكاراغوية                        |
| بنما                       | اللجنة البارالمبية في بنما                             |
| باراغواي                   | اللجنة البارالمبية في باراغواي                         |
| بيرو                       | اللجنة الوطنية للبارالمبيين في بيرو                    |
| بورتوريكو                  | اللجنة البارالمبية في بورتوريكو                        |
| سانت فينسنت والغرينادين    | اللجنة الوطنية للبارالمبيين في سانت فينسنت والغرينادين |
| سورينام                    | اللجنة الوطنية للبارالمبيين في سورينام                 |
| ترينيداد وتوباغو           | اللجنة البارالمبية لترينيداد وتوباغو                   |
| الولايات المتحدة الأمريكية | اللجنة الأولمبية والبارالمبية الأمريكية                |
| أوروغواي                   | اللجنة البارالمبية الأوروغوية ‏                         |
| جزر العذراء الأمريكية      | اللجنة الوطنية للبارالمبيين لجزر العذراء الأمريكية     |
| فنزويلا                    | اللجنة البارالمبية الفنزويلية                          |

### آسيا
| البلد                    | اللجنة البارالمبية الوطنية                                      |
| ------------------------ | --------------------------------------------------------------- |
| أفغانستان                | اللجنة البارالمبية لأفغانستان                                   |
| البحرين                  | الاتحاد البحريني لرياضة المعاقين - اللجنة البارالمبية البحرينية |
| بنغلاديش                 | اللجنة البارالمبية الوطنية في بنغلاديش                          |
| بوتان                    | اللجنة البارالمبية لبوتان ‏                                      |
| بروناي                   | مجلس البارالمبية في بروناي دار السلام                           |
| كمبوديا                  | اللجنة البارالمبية الوطنية في كمبوديا                           |
| الصين                    | اللجنة البارالمبية الوطنية في الصين                             |
| Chinese Taipei           | اللجنة البارالمبية لتايوان الصينية                              |
| هونغ كونغ                | اللجنة البارالمبية لهونغ كونغ الصينية                           |
| الهند                    | اللجنة البارالمبية الهندية                                      |
| إندونيسيا                | اللجنة البارالمبية الوطنية الإندونيسية ‏                         |
| إيران                    | اللجنة البارالمبية الوطنية الإيرانية ‏                           |
| العراق                   | اللجنة الوطنية للبارالمبيين في العراق                           |
| اليابان                  | اللجنة البارالمبية اليابانية ‏                                   |
| الأردن                   | اللجنة البارالمبية الأردنية                                     |
| كازاخستان                | اللجنة البارالمبية الوطنية في كازاخستان                         |
| الكويت                   | اللجنة البارالمبية الكويتية                                     |
| قرغيزستان                | الاتحاد الوطني للبارالمبيين في قرغيزستان                        |
| لاوس                     | اللجنة البارالمبية للاوس                                        |
| لبنان                    | اللجنة البارالمبية اللبنانية                                    |
| ماكاو                    | جمعية المعاقين في ماكاو                                         |
| ماليزيا                  | مجلس البارالمبية الماليزية                                      |
| جزر المالديف             | اللجنة البارالمبية لجزر المالديف                                |
| منغوليا                  | اللجنة البارالمبية المنغولية                                    |
| ميانمار                  | الاتحاد الرياضي للبارالمبيين في ميانمار                         |
| نيبال                    | اللجنة البارالمبية الوطنية في نيبال                             |
| كوريا الشمالية           | اللجنة البارالمبية الوطنية لجمهورية كوريا الديمقراطية الشعبية   |
| سلطنة عمان               | اللجنة البارالمبية العمانية                                     |
| باكستان                  | اللجنة البارالمبية الوطنية الباكستانية ‏                         |
| فلسطين                   | اللجنة البارالمبية الفلسطينية                                   |
| الفلبين                  | اللجنة البارالمبية للفلبين                                      |
| قطر                      | اللجنة البارالمبية القطرية                                      |
| السعودية                 | اللجنة الأولمبية والبارالمبية السعودية                          |
| سنغافورة                 | مجلس سنغافورة الوطني للبارالمبيين                               |
| كوريا الجنوبية           | اللجنة البارالمبية الكورية ‏                                     |
| سريلانكا                 | الاتحاد الوطني للرياضات لذوي الإعاقة                            |
| سوريا                    | اللجنة السورية للبارالمبيين                                     |
| طاجيكستان                | اللجنة الطاجيكية للبارالمبيين                                   |
| تايلاند                  | اللجنة البارالمبية التايلاندية                                  |
| تيمور الشرقية            | اللجنة الوطنية للبارالمبيين في تيمور الشرقية                    |
| تركمانستان               | اللجنة الوطنية للبارالمبيين في تركمانستان                       |
| الإمارات العربية المتحدة | اللجنة البارالمبية الإماراتية                                   |
| أوزبكستان                | اللجنة البارالمبية الوطنية لأوزبكستان ‏                          |
| فيتنام                   | جمعية فيتنام للبارالمبيين                                       |
| اليمن                    | جمعية اليمن للبارالمبيين                                        |

### أوروبا
| البلد            | اللجنة البارالمبية الوطنية                                                    |
| ---------------- | ----------------------------------------------------------------------------- |
| أندورا           | الاتحاد الأندوري للرياضات المعدلة                                             |
| أرمينيا          | اللجنة البارالمبية الأرمنية ‏                                                  |
| النمسا           | اللجنة البارالمبية النمساوية ‏                                                 |
| أذربيجان         | اللجنة البارالمبية الوطنية لأذربيجان                                          |
| بيلاروسيا        | اللجنة البارالمبية لجمهورية بيلاروسيا (معلقة)                                 |
| بلجيكا           | اللجنة البارالمبية البلجيكية ‏                                                 |
| البوسنة والهرسك  | اللجنة البارالمبية للبوسنة والهرسك                                            |
| بلغاريا          | جمعية بلغاريا للبارالمبية                                                     |
| كرواتيا          | اللجنة البارالمبية الكرواتية                                                  |
| قبرص             | اللجنة البارالمبية الوطنية القبرصية ‏                                          |
| التشيك           | اللجنة البارالمبية التشيكية                                                   |
| الدنمارك         | اللجنة البارالمبية الدنماركية                                                 |
| إستونيا          | اللجنة البارالمبية الإستونية ‏                                                 |
| جزر فارو         | اتحاد الرياضة لجزر فارو - اللجنة البارالمبية لجزر فارو                        |
| فنلندا           | اللجنة البارالمبية الفنلندية ‏                                                 |
| فرنسا            | اللجنة البارالمبية الفرنسية ‏                                                  |
| جورجيا           | اللجنة البارالمبية الجورجية ‏                                                  |
| ألمانيا          | اللجنة البارالمبية الوطنية الألمانية ‏                                         |
| بريطانيا العظمى  | اللجنة البارالمبية البريطانية ‏                                                |
| اليونان          | اللجنة البارالمبية اليونانية ‏                                                 |
| المجر            | اللجنة البارالمبية المجرية                                                    |
| آيسلندا          | رابطة الرياضة المعاقين في آيسلندا                                             |
| أيرلندا          | الألعاب البارالمبية لأيرلندا ‏                                                 |
| إسرائيل          | اللجنة البارالمبية الإسرائيلية                                                |
| إيطاليا          | اللجنة البارالمبية الإيطالية ‏                                                 |
| كوسوفو           | اللجنة البارالمبية لكوسوفو ‏                                                   |
| لاتفيا           | اللجنة البارالمبية اللاتفية ‏                                                  |
| ليختنشتاين       | رابطة ليختنشتاين للمعاقين                                                     |
| ليتوانيا         | اللجنة البارالمبية الليتوانية ‏                                                |
| لوكسمبورغ        | اللجنة البارالمبية في لوكسمبورغ                                               |
| مالطا            | اللجنة البارالمبية في مالطا                                                   |
| مولدوفا          | اللجنة البارالمبية في مولدوفا                                                 |
| الجبل الأسود     | اللجنة البارالمبية للجبل الأسود ‏                                              |
| هولندا           | اللجنة الأولمبية الهولندية ‏                                                   |
| مقدونيا الشمالية | اللجنة البارالمبية المقدونية - اتحاد الرياضة والترفيه لذوي الإعاقة في مقدونيا |
| النرويج          | اللجنة الأولمبية والبارالمبية النرويجية واتحاد الرياضات ‏                      |
| بولندا           | اللجنة البارالمبية البولندية                                                  |
| البرتغال         | اللجنة البرتغالية للبارالمبيين                                                |
| رومانيا          | الاتحاد الرياضي لرعاية المعاقين في رومانيا                                    |
| روسيا            | اللجنة البارالمبية الروسية (معلقة)                                            |
| سان مارينو       | اللجنة البارالمبية في سان مارينو                                              |
| صربيا            | اللجنة البارالمبية الصربية ‏                                                   |
| سلوفاكيا         | اللجنة البرلمانية السلوفاكية                                                  |
| سلوفاكيا         | اللجنة البارالمبية السلوفاكية                                                 |
| سلوفينيا         | اللجنة البارالمبية السلوفينية - اتحاد الرياضة لذوي الإعاقة في سلوفينيا        |
| إسبانيا          | اللجنة البارالمبية الإسبانية                                                  |
| السويد           | منظمة الرياضة السويدية لذوي الإعاقة واللجنة البارالمبية السويدية              |
| سويسرا           | اللجنة البارالمبية السويسرية ‏                                                 |
| تركيا            | اللجنة البارالمبية التركية                                                    |
| أوكرانيا         | اللجنة الوطنية للبارالمبيين في أوكرانيا                                       |

### أوقيانوسيا
| البلد               | اللجنة البارالمبية الوطنية                |
| ------------------- | ----------------------------------------- |
| أستراليا            | البارالمبية الأسترالية                    |
| فيجي                | اتحاد فيجي البارالمبي ‏                    |
| كيريباتي            | اللجنة البارالمبية الوطنية الكيريباتية ‏   |
| نيوزيلندا           | اللجنة البارالمبية النيوزيلندية ‏          |
| بابوا غينيا الجديدة | اللجنة البارالمبية لبابوا غينيا الجديدة   |
| ساموا               | اللجنة البارالمبية لساموا                 |
| جزر سليمان          | اللجنة الوطنية للبارالمبيين في جزر سليمان |
| تونغا               | اللجنة البارالمبية الوطنية لتونغا ‏        |
| فانواتو             | اللجنة البارالمبية لفانواتو               |

## وصلات خارجية
- موقع اللجنة الإلكتروني